# Nerio I. Acciaiuoli

Wappen der Herzöge von Athen aus dem Haus Acciaiuoli

Nerio I. Acciaiuoli (vollständiger Name Rainerio, auch Neri; * 1. Hälfte des 14. Jh. in Florenz (?); † 25. November 1394 in Athen) stammte aus der bedeutenden florentinischen Bankiersfamilie der Acciaiuoli, die im 14. Jahrhundert regelmäßig Geld an die Anjou-Monarchen von Neapel verlieh. Ab 1360 wurde Nerio der Stellvertreter seines einflussreichen Verwandten Niccolò Acciaiuoli im fränkischen Griechenland. Er kaufte große Gebiete im Fürstentum Achaia und verwaltete sie unabhängig von den abwesenden Fürsten. 1374 oder 1375 eroberte er Megara, eine strategisch wichtige Festung im Herzogtum Athen. Ab 1388 war er der 1. Herzog von Athen der Familie der Acciaiuoli.

## Leben
Nerio war ein Sohn von Jacopo Acciaiuoli und Bartolomea Ricasoli und war der Bruder von Donato Acciaiuoli von Cassano, Giovanni Acciaiuoli, lateinischer Erzbischof von Patras und Angelo Acciaiuoli, Bischof und Kardinal der Römischen Kirche.

### Vorgeschichte
Die Anjou benötigten die Unterstützung der Bankiersfamilie Acciaiuoli bei der Finanzverwaltung ihrer Besitztümer im fränkischen Griechenland. 1331 richteten die Acciaiuoli im wirtschaftlichen und städtischen Zentrum des fränkischen Fürstentums Achaia, Glarentza, ihr erstes Bankfiliale ein.
Jacobo Acciaiuolis zweiter Cousin, Niccolò Acciaioli, stand er ab 1335 als Berater der verwitweten Titularkaiserin von Konstantinopel, Catherine de Valois-Courtenay (gest. 1346) und Tutor ihrer drei Söhne im Dienst von König Robert von Anjou. Unter Catherines Kindern befand sich auch der neue Fürst von Achaia, Robert von Tarent. Niccolò baute seine Besitztümer in Morea durch Schenkung und Kauf auf; hauptsächlich in Elis, Arkadien und um Kalamata in Messenien. Zwischen Oktober 1338 und Juni 1341 befanden sich Catherine de Valois-Courtenay mit ihrem Gefolge in Morea. Robert von Tarent kehrte nicht nach Morea zurück, hinterließ aber eine Reihe von Regenten als seine Vertreter. Niccolò widmete sich daraufhin den Angelegenheiten des neapolitanischen Königreiches. Im April 1358 erhielt er die Herrschaft von Korinth.

### Baron von Vostitza und Nivelot

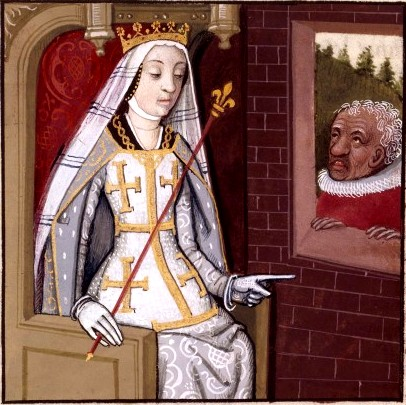
Königin Johanna I. von Neapel, Bild aus dem 15./16. Jh.

Da die Kinder Niccolòs Acciaiuoli wenig Interesse an den griechischen Besitzungen ihres Vaters zeigten, adoptierte dieser 1362 seinen weitläufigen Verwandten Nerio I. Acciaiuoli. Nach dem Tod seines Adoptivvaters (8. November 1365) erhielt er die Baronien von Vostitza und Nivelot in Griechenland übertragen.
1366 setzte Nerio den Gouverneur von Korinth Angelo Acciaiuoli (Niccolòs Sohn) ab und ersetzte diesen mit seinem Bruder Donato. 1371 fand Nerio einen Weg, seine Domäne zu erweitern, indem er sich die Stadt Korinth von Angelo, dem Sohn von Niccolò, als Pfand eines Darlehens ausliefern ließ und machte seinen Bruder Donato zum Herren von Korinth. Die Burgvogtei von Korinth wurde am 27. Februar 1371 in Brindisi zu einer erblichen Pfalzgrafschaft für Nerio gemacht und vier Jahre später wurden alle seine Titel und Besitztümer in Griechenland von Johanna I. von Anjou, Königin von Neapel (1343–1382) und Fürstin von Achaia (1373–1381), bestätigt.
Im November 1372 erhielt Nerio als Herr von Korinth den Rundbrief von Papst Gregor XI., der am 13. des Monats an den Kaiser von Konstantinopel und die Herren von Griechenland gerichtet war. Past Gregor XI. rief sie zu einem Kreuzzug gegen die Osmanen auf.

### Eroberungen

Position von Argolis

Nerio nutzte 1374/1375 die Konflikte zwischen den Veguern von Theben und Athen im Herzogtum Athen aus, um Megara von den Katalanen zu belagern und zu erobern. Megara wurde niemals wieder von den Katalanen zurückerobert und kontrollierte die Landenge nach Athen und nach Theben.
Ende 1376 oder Anfang 1377 verpachtete Johanna I. von Anjou ihr Fürstentum Achaia (die fränkische Morea) für fünf Jahre und 4000 Dukaten pro Jahr an die Kreuzritter des Johanniterordens. Im Juni 1378 heuerten die Johanniter die Navarresische Kompanie an, eine Söldnergruppe aus Navarra in Spanien und Gascogne in Südfrankreich.
In den 1380er Jahren widmete sich Nerio dem Kampf gegen die Navarresische Kompanie und die Osmanen in Argolis, Landschaft auf der griechischen Halbinsel Peloponnes.

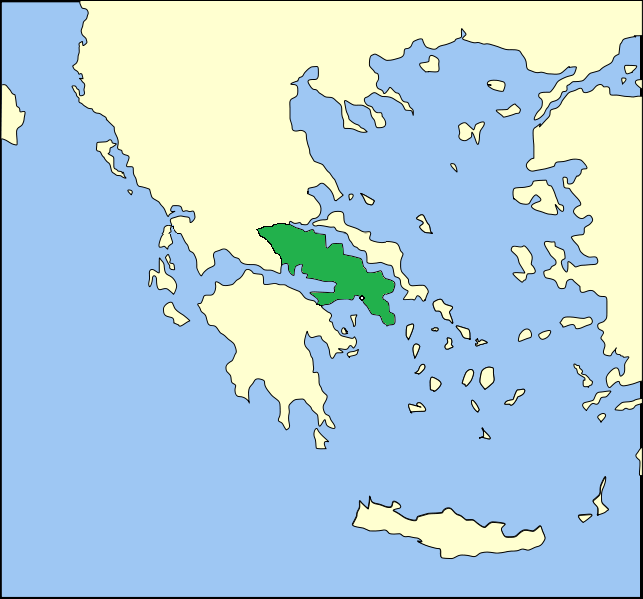
Herzogtum Athen

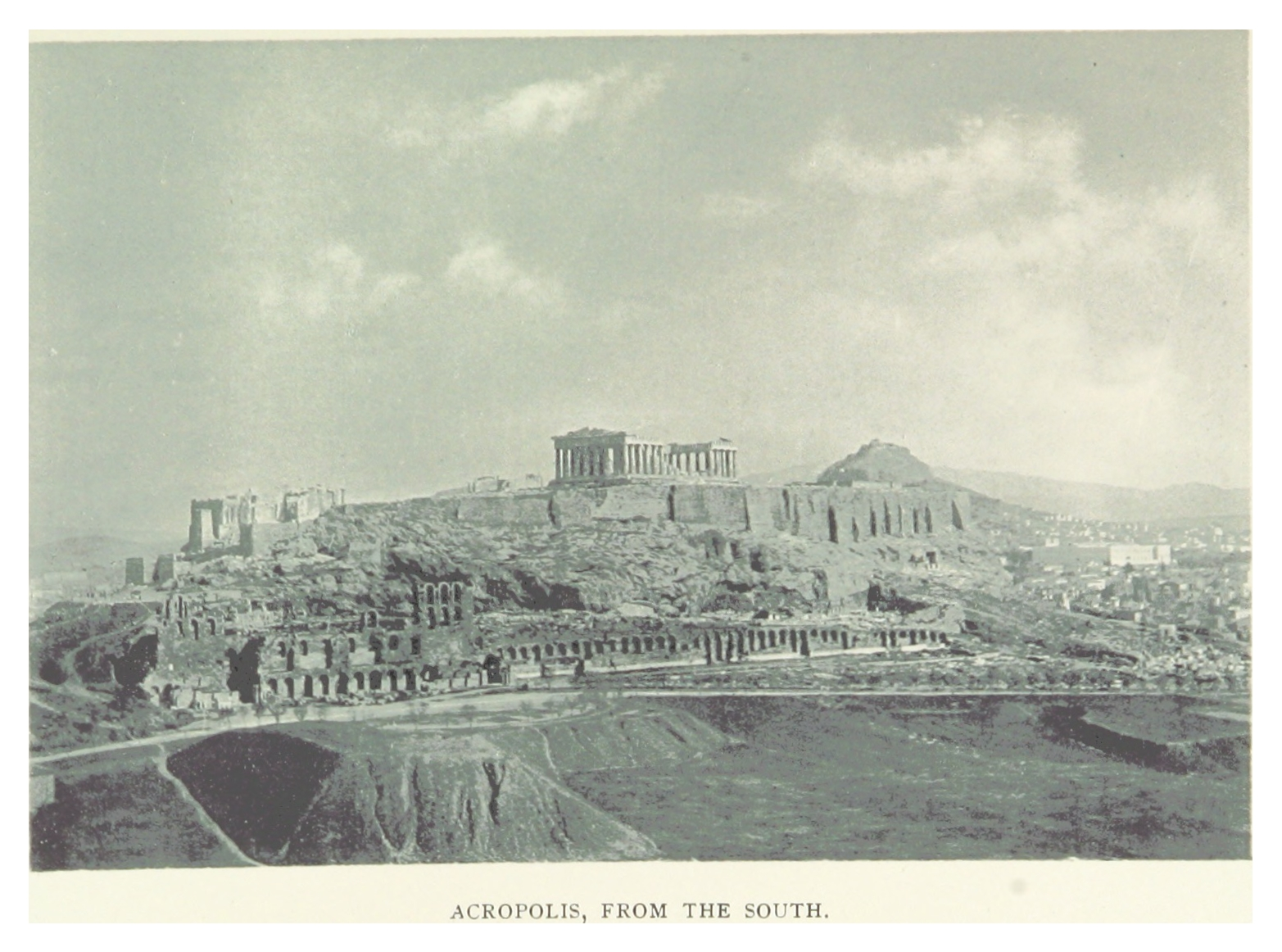
Die Akropolis vom Süden aus gesehen (1895)

Am 31. April 1381 teilte der spanische Peter IV. von Aragón, Herzog von Athen und Neopatria, die Ankunft des königlichen Stellvertreters, Philip Dalman, in Athen mit. Zusammen mit dem königlichen Stellvertreter verteidigte Nerio 1384 Athen vor den Osmanen, worauf der aragonesische König ein Glückwunschschreiben an ihn sandte, die so fruchtbar begonnene Zusammenarbeit mit den Katalanen fortzusetzen. Anscheinend wurde das antiosmanische Bündnis mit den Katalanen von der Venezianischen Republik unterstützt. Nerio wandte sich jedoch bald anderen Freundschaften zu.
Kurz darauf enthüllte Nerio, der sich anscheinend an die Osmanen genähert hatte, seine Pläne und griff die Katalanen an. 1385 marschierte Nerio mit einem Söldnerheer im Herzogtum Athen ein und bezeichnete sich selbst als Herr des Herzogtums.
Theben, das 1379 und Livadia in Böotien 1380/81 von der navarrischen Kompanie unter Juan de Urtubia erobert worden war, scheint ihm 1388 zugefallen zu sein, da er und seine Familie während der Belagerung von Athen als dort lebend beschrieben wurden. 1388 entriss Nerio den Katalanen auch Platea, Theben, Megara und Sikyon.
Zwischen April 1387 und Mai 1388 belagerte und eroberte Nerio die Akropolis, deren Besatzung sich am 2. Mai 1388 ergab, womit die seit 1311 währende katalanische Herrschaft in Griechenland endete. Nerio nannte sich forthin „Herr von Korinth und dem Herzogtum“.

### Herzog von Athen

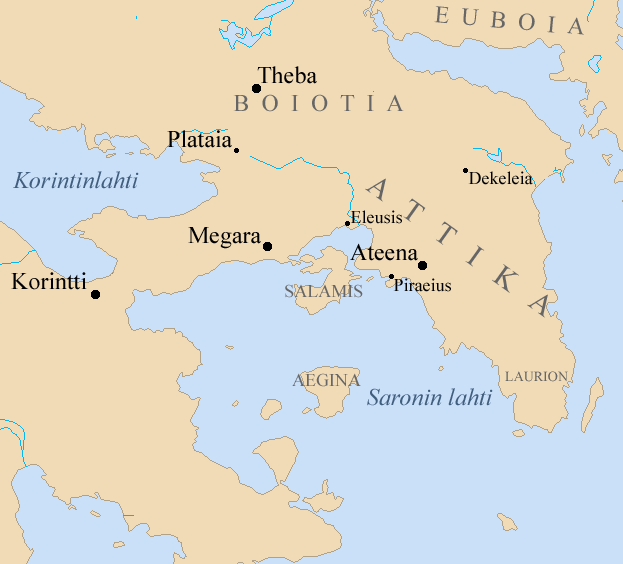
Die Halbinsel Attika mit Athen

1388 versuchte Nerio, seine Position in Griechenland durch eine Reihe wichtiger Ehen zu stärken. Seine älteste Tochter, Bartolomea, wurde die Frau von Theodor I. Palaiologos, Despot von Morea und Feind der Katalanen. Seine andere Tochter, Francesca, wurde mit Carlo I. Tocco, dem Herzog von Lefkada und Pfalzgraf von Kefalonia und Zakynthos, verheiratet. Keiner von beiden scheint materielle Hilfe bei seinen Feldzügen nach Attika geleistet zu haben, aber zumindest war ihre Nichteinmischung gesichert. Nerio kämpfte bei seiner Eroberung des Herzogtums sowohl gegen die Katalanen als auch gegen die Navarresen und wurde 1389/90 von den Navarresen in Patras fast ein Jahr lang gefangen gehalten. 1390 wurde Neopatras in Thessalien an Nerio übergeben, der das Herzogtum aber schon im Januar 1394 an den osmanischen Sultan Bayezid I. verlor.
Nerio starb am 25. November 1394 in Athen. Nach seinem Testament vom 17. September 1394 teilte Nerio sein Vermögen und seine Ländereien unter seinen Kindern auf. Korinth, Megara und Vasilika gab er seiner jüngeren Tochter Francesca. Livadia, Theben und Böotien hinterließ er seinem leiblichen Sohn Antonio und das Herzogtum Athen unterstellte er dem Schutz Venedigs. Seiner ältesten Tochter Bartolomea, die als die schönste Frau ihrer Zeit galt und mit Theodoros I. Palaiologos verheiratet war, wurde hingegen mit 9700 Dukaten abgespeist (die sich ihr Mann bei Nerio geliehen hatte). Als Carlo I. Tocco für kurze Zeit Korinth besaß, zwang er die Testamentsvollstrecker ein Dokument zu unterzeichnen, in dem sie erklärten, sie wären nur dem Willen des Erblassers gefolgt. Offenbar hatte Nerio seine Tochter Francesca gegenüber Bartolomea bevorzugt.

## Familie und Nachkommen
Nerio heiratete vor 1381 Agnese Saraceno, Tochter von Saraceno Saraceni aus Negroponte mit der keine männlichen Nachkommen hatte. Nerio war bestrebt, durch eine aktive Heiratspolitik seine Macht abzusichern.
- Bartolomea Acciaiuoli († um 1397) ⚭ 1388 Theodoros I. Palaiologos, Depot von Morea und Feind der Katalanen (Es sind keine Kinder des Paares bekannt)[5]
- Francesca Acciaiuoli († nach 1430), Regentin des Herzogtums Athen von 1394 bis 1395; 1430 übergab sie ihre vom Vater geerbten Herrschaften an ihren Halbbruder Antonio ab ⚭ 1388 Carlo I. Tocco, Pfalzgraf von Kefalonia (ohne Nachkommen)[9]

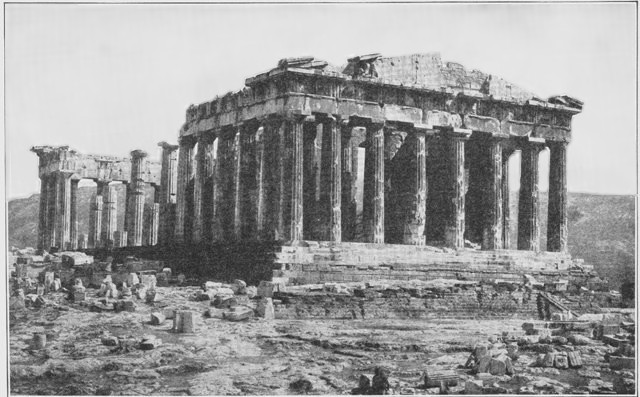
Der Parthenon im 19. Jahrhundert

- Antonio I. Acciaiuoli († Anfang 1435 in Athen an Apoplexie; unehelicher Sohn mit seiner griechischen Mätresse Maria Rendi, Tochter des Notars Demetrius Rendi von Athen), erhielt von seinem Vater Livadia, Theben und Böotien; eroberte 1402 Athen, das sein Vater der Kirche der Jungfrau Maria Venedig überlassen hatte und von den Venedig besetzt worden war; am 31. März 1405 erkannte Antonio die Schirmherrschaft Venedigs über das Herzogtum Athen an und wurde von der Serenissima als legitimer Herzog von Athen anerkannt; ab 1430 Herr von Megara und Sikyon; 1406 besetzte er vorübergehend Staria und 1423 Korinth; ⚭ Maria Melissene, Tochter von Leone Melissenos und Elena Calcondila, aus einer griechischen Adelsfamilie vom Peloponnes. Sie versuchte, ihrem Ehemann zu folgen, wurde jedoch 1435 besiegt und aus Athen verbannt.[9]